# Coremata

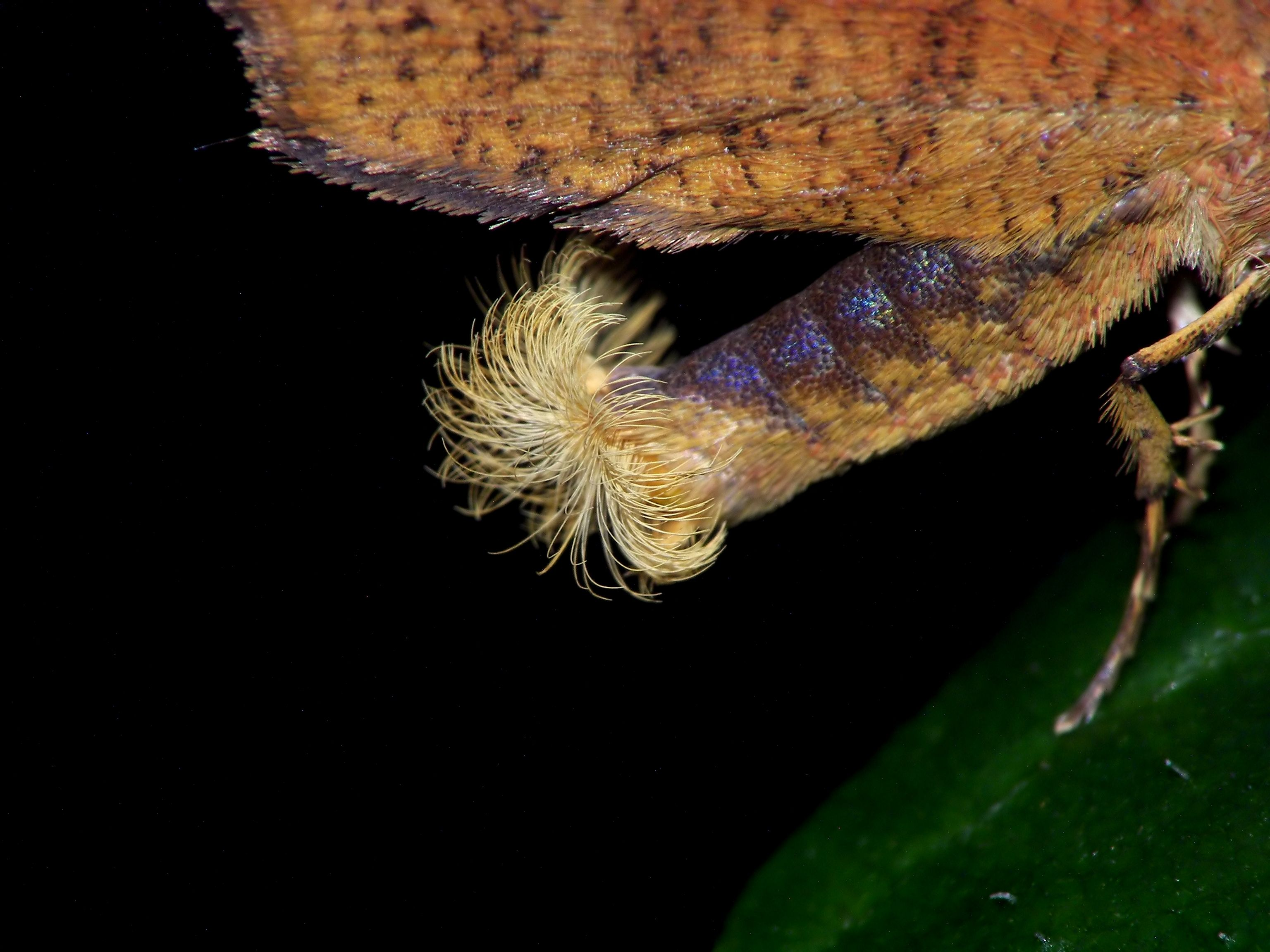
Un gros plan de coremata sur Pterodecta felderi.

Les coremata (au singulier corema ; en anglais Hair-Pencils, « crayons-capillaires ») sont des structures de signalisation des phéromones présentes chez certains mâles lépidoptères. Les mâles utilisent les coremata dans les comportements de parade nuptiale avec les femelles. Les phéromones qu'ils excrètent servent à la fois d'aphrodisiaques et de tranquillisants pour les femelles ainsi que de répulsifs pour les mâles conspécifiques. Les glandes des « crayons capillaires » sont stockées dans l'abdomen du mâle jusqu'au début de la parade nuptiale, moment auquel elles sont expulsées du corps par des leviers sclérifiés présents sur l'abdomen. Les coremata sont de structures très similaires dans les différents genres de lépidoptères. Leur définition exacte est confuse par les premières descriptions mais ils sont plus spécifiquement définis comme les structures internes, glandulaires, éversibles qui portent les « crayons capillaires » et peuvent être volontairement gonflées d'hémolymphe ou d'air, .

## Définition
Le terme Coremata, pluriel de Corema, a été défini en 1950 par José Rollin de la Torre-Bueno comme des "touffes odorantes spécialisées près de l'extrémité de l'abdomen de certains Lépidoptères mâles", une description qui laisse un doute sur le fait qu'ils produisent ou bien qu'ils diffusent des parfums, qu'ils soient internes ou externes. Ils sont, en fait, glandulaires, internes et, apparemment volontairement éversible.

## Utilisation comportementale des coremata
Les papillons mâles sont attirés à des distances relativement longues par les femelles qui libèrent des phéromones ; lorsqu'ils sont suffisamment proches des femelles pour commencer la parade nuptiale, les coremata sont expulsés de la cavité abdominale et les phéromones vont attiser la femelle. L'éventation peut se produire de différentes manières, y compris l'extrusion et la rétraction des « crayons à cheveux », les mouvements des ailes ou de l'abdomen, ou le vol devant la femelle . Lorsque la femelle devient réceptive aux coremata du mâle, elle agite rapidement ses antennes en réponse à ces signaux de phéromone. Si la femelle aime le mélange masculin de phéromones, alors elle étendra son abdomen et la copulation commencera .

## Effets de phéromones de crayon capillaire

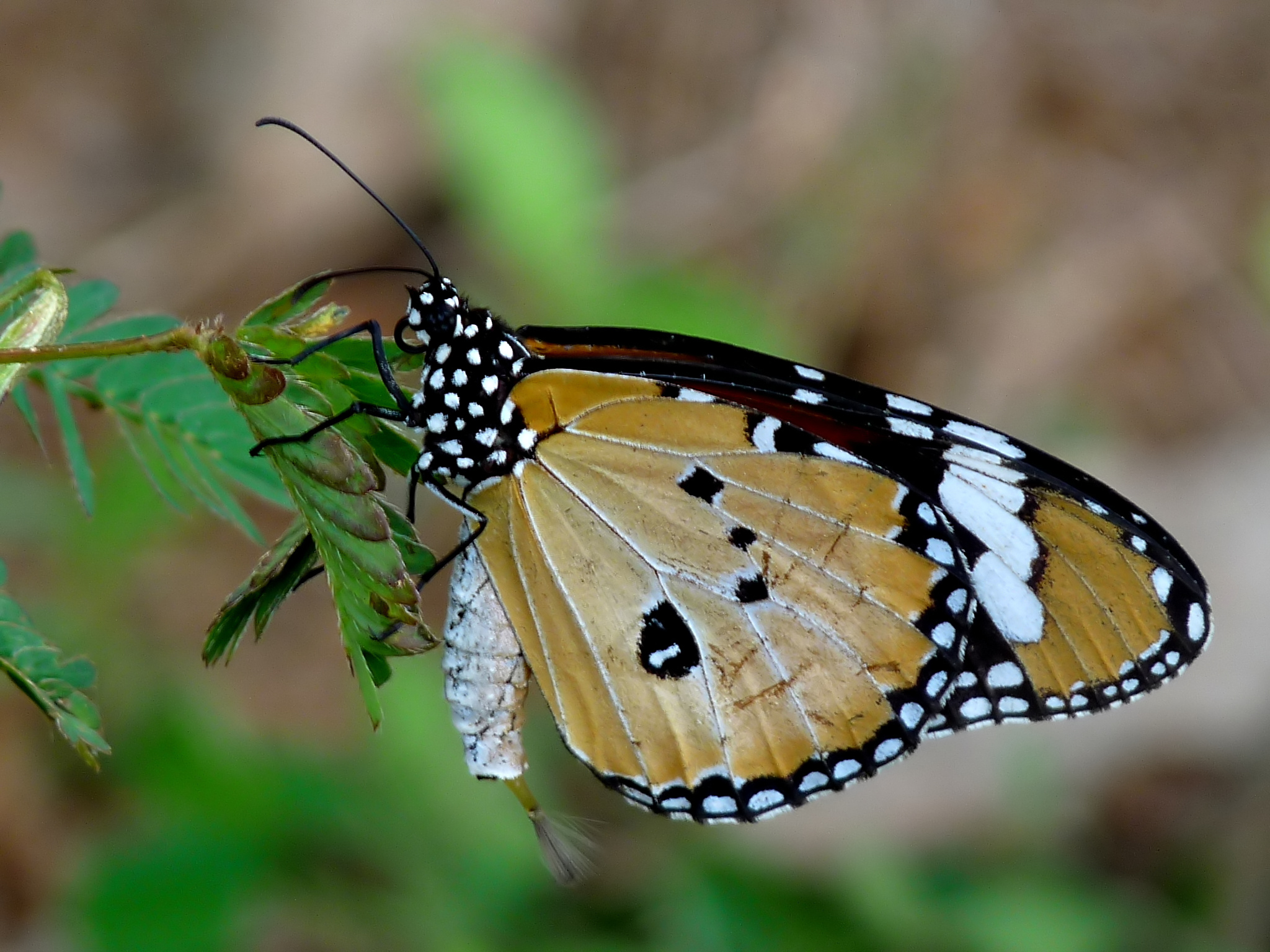
Danaus chrysippe montrant un coremata au bout de l'abdomen.

Il a été démontré que les phéromones du « crayon à cheveux » servent à la fois d'aphrodisiaque ou de tranquillisant pour la femelle, mais aussi parfois de répulsif contre les autres mâles conspécifiques. Dans une expérience avec des papillons de nuit héliothine, des composés de coremata mâles ont été extraits et testés par divers traitements sur mâles et femelles. Il a été constaté qu'aucun composé spécifique ne déclenchait une réponse chez les femelles, mais qu'un mélange était nécessaire. De plus, on pense que le rapport spécifique de chacun des composés trouvés dans les papillons mâles aide les femelles à déterminer un mâle approprié de son espèce. Les papillons Heliothine utilisent des composés similaires de « crayon à cheveux » dans des rapports différents et cela suffit à la femelle pour différencier les congénères des autres espèces. Les mâles sont capables de détecter les concurrents grâce aux composés des coremata, mais des concurrents supplémentaires ne provoquent pas de fortes augmentations du taux d'affichage. Cela est peut-être dû à l'effet suppresseur des phéromones capillaires sur les concurrents. Il a également été démontré que les phéromones indiquent l'âge du mâle. À mesure que les mâles vieillissent, les rapports chimiques des phéromones changent légèrement. Les femelles peuvent distinguer les mâles par ces changements et choisir un compagnon plus approprié.

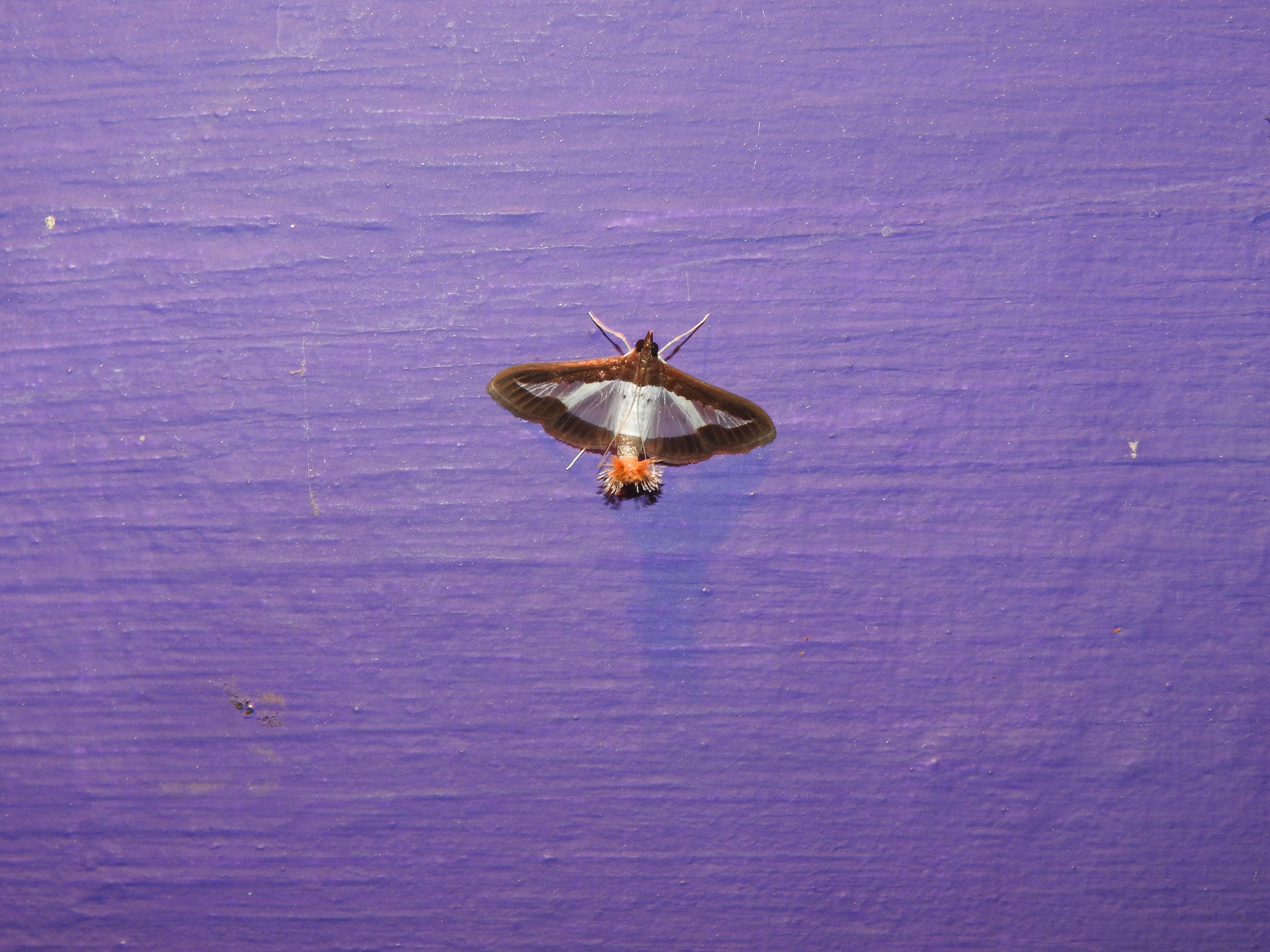
D'autres coremata

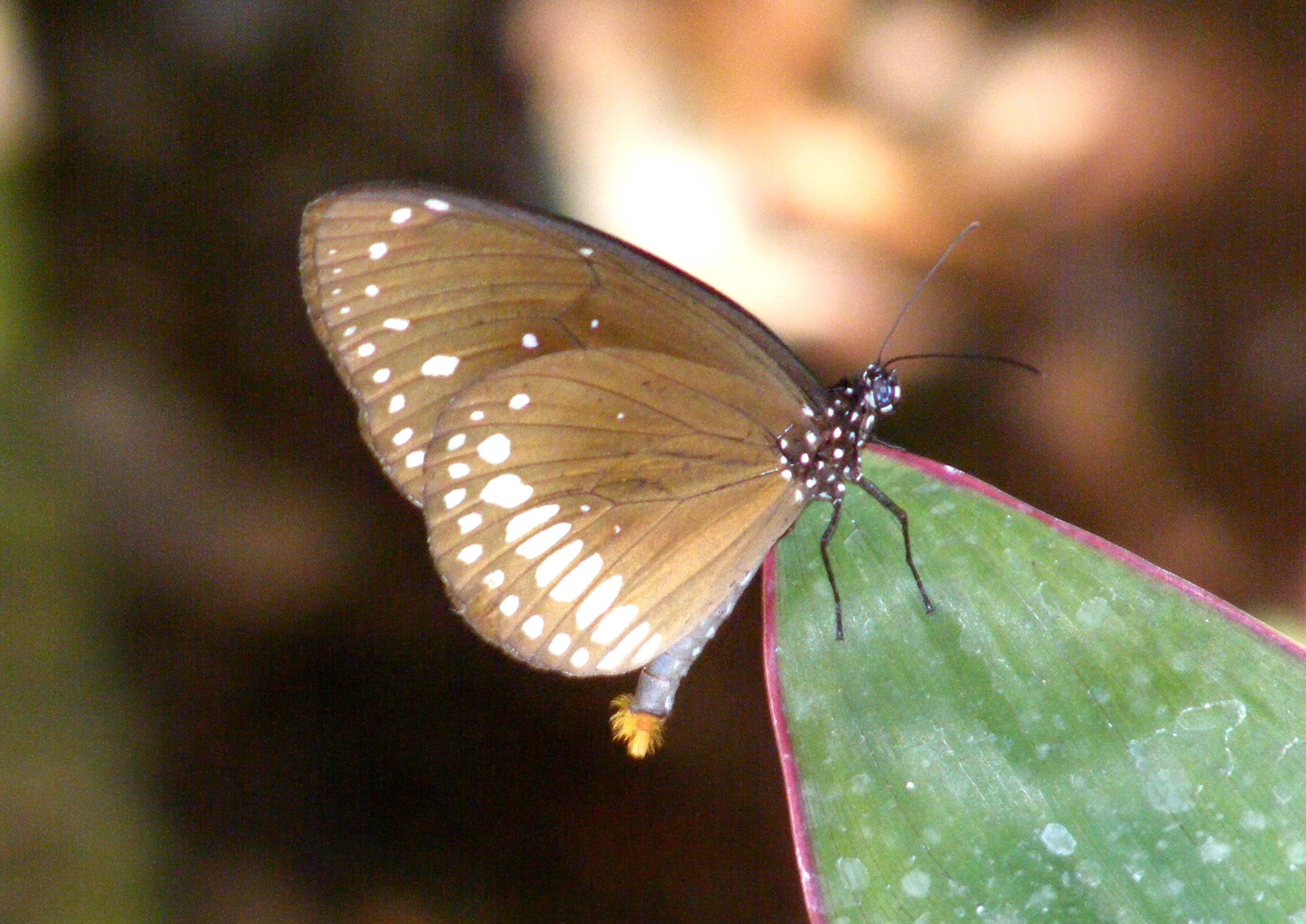

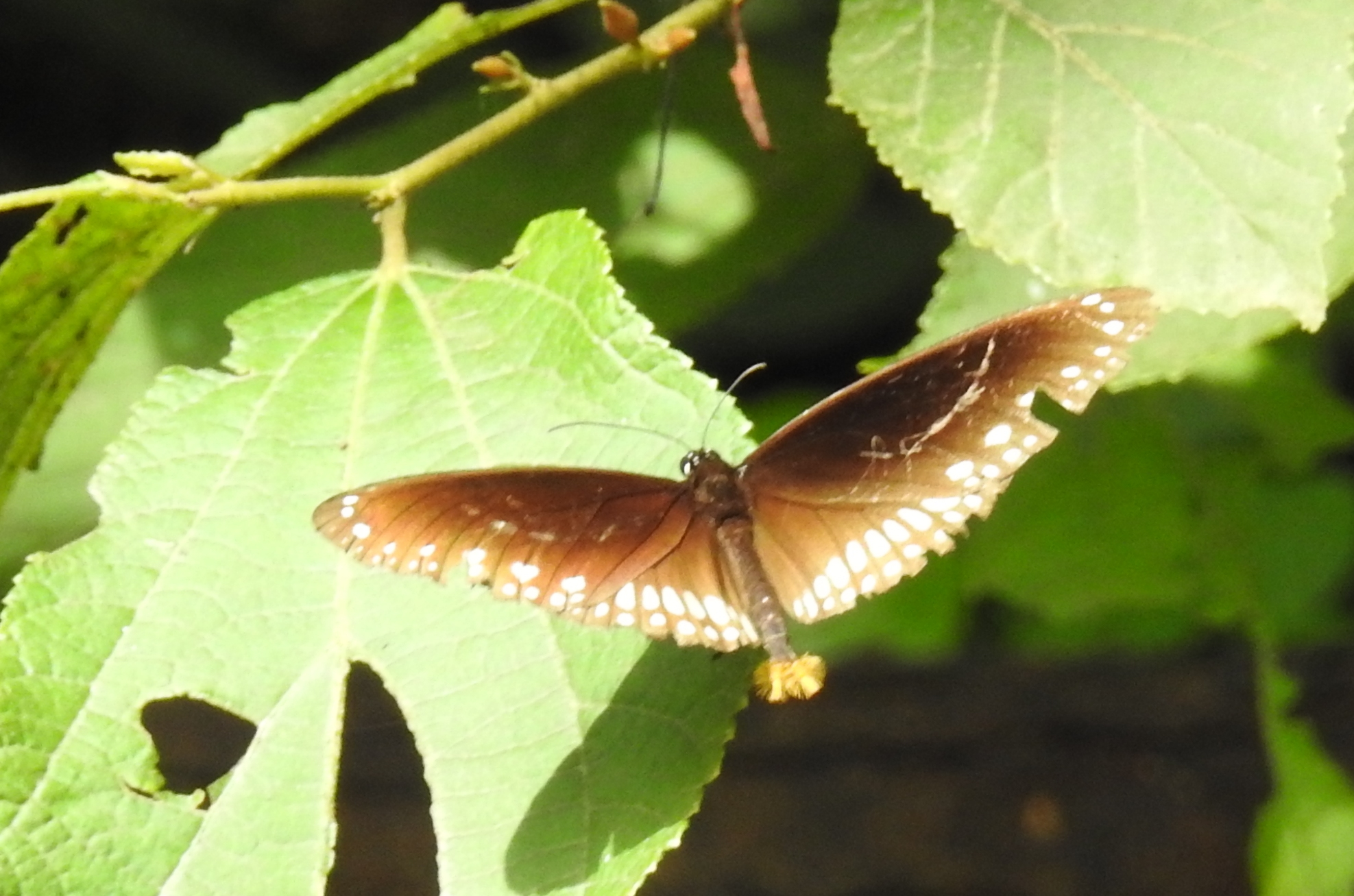

## Relations plantes et insectes
Certains des composés de phéromones qui sont produits dans les « crayons capillaires » des insectes se sont avérés provenir de plantes. En particulier, les alcaloïdes pyrrolizidines se sont avérés jouer un rôle dans les phéromones mâles. Ces composés peuvent être formés par synthèse de novo ou en modifiant un alcaloïde pyrrolizidine préexistant qui est consommé à partir de la plante. Ces composés de base peuvent être consommés au stade larvaire ou imbibés au stade adulte. Ils sont si importants que marcher sur une substance contenant ces composés provoque une extension immédiate de la trompe chez les adultes. Des études ont également été réalisées pour tester les effets de la croissance des organes du crayon capillaire liés à l'ingestion d'alcaloïdes végétaux de pyrrolizidine. Il a été constaté que sans les composés dérivés de plantes, les organes du « crayon à cheveux » sont plus petits. Les composés alcaloïdes se transforment après ingestion dans l'hémolymphe. Les effets stimulants des composés dérivés d'alcaloïdes commencent aux stades larvaires et se manifestent aux stades adultes.